# 福州真神堂

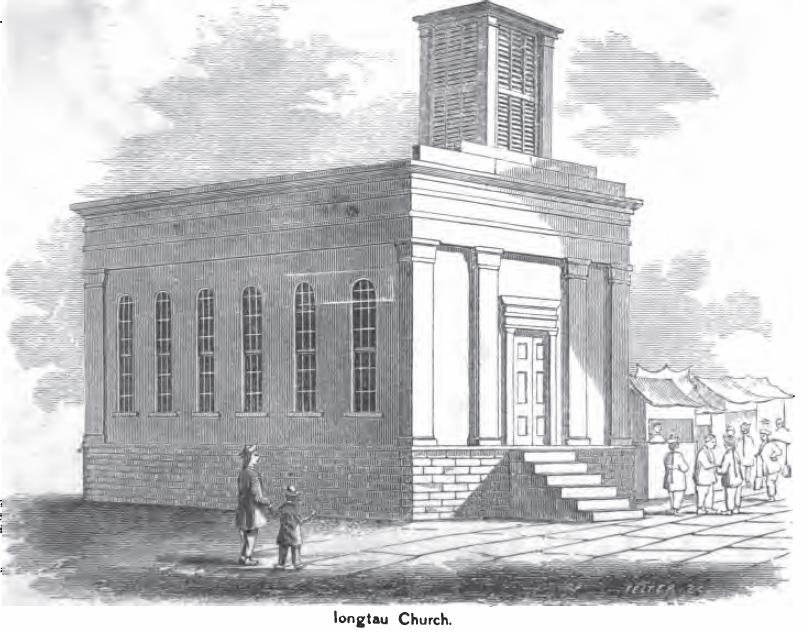
福州真神堂

福州真神堂是中国福州第一座新教教堂，也是卫理公会美以美会差会在东亚的第一座教堂。
该堂兴建于1856年，于1857年8月3日建成，比福州天安堂稍早，由麦利和牧师主持建立。遗址位于中国福州台江区八一七中路（茶亭街）661号。真神堂的地基高于地面5英尺，外墙粉刷为灰色，正立面为红砖砌筑，运用白板条。
1857年6月14日，美以美会第一位华人信徒，天泰染坊老板陈安在此受洗。卫理公会从这里扩展到中国北方（1869年）和内地、朝鲜、日本（1871年）和东南亚。
茶亭真神堂长期被卫生院占用，2006年茶亭街改造时，真神堂遗址被市政府拆毁。昔日堂前的1910年石碑保存在于山九仙观碑廊。